# Sillen (Wolfsegg)
Sillen ist ein Gemeindeteil der Gemeinde Wolfsegg im Landkreis Regensburg (Oberpfalz, Bayern). Das Dorf liegt etwa einen halben km nordwestlich des Ortes Wolfsegg.

## Geschichte
Auf der Sillenhöhe lag in früherer Zeit der Germanhof. Dieser dürfte vermutlich ähnlich wie der Gerhof in Wolfsegg und der Hof zu Hermannstetten auf die Zeit der bajuwarischen Landnahme zurückgehen. Die Bezeichnung „auf der Sillen (Siedeln)“ könnte von einem hier stattfindenden Gericht stammen, das die einheimischen Bauern zur Schlichtung von Streitigkeiten abgehalten haben („Siedel“ = Sitz, Sitzbank, speziell Gerichtsbank). 983 muss der Drittelzehnt des Sillenhofes an die Pfarrei Duggendorf gezahlt werden, zwei Drittel gehen nach Regensburg an das Kloster St. Paul. Nach 1300 wird dieser „paulinische“ Zehent landesherrlich und vom Kastenamt Burglengenfeld eingezogen. Im Verkaufsbrief des Ulrich von Lichteneck an Ulrich I. und Hadamar IV. von Laaber von 1367 werden auch die Einnahmen aus dem Germanhof genannt.

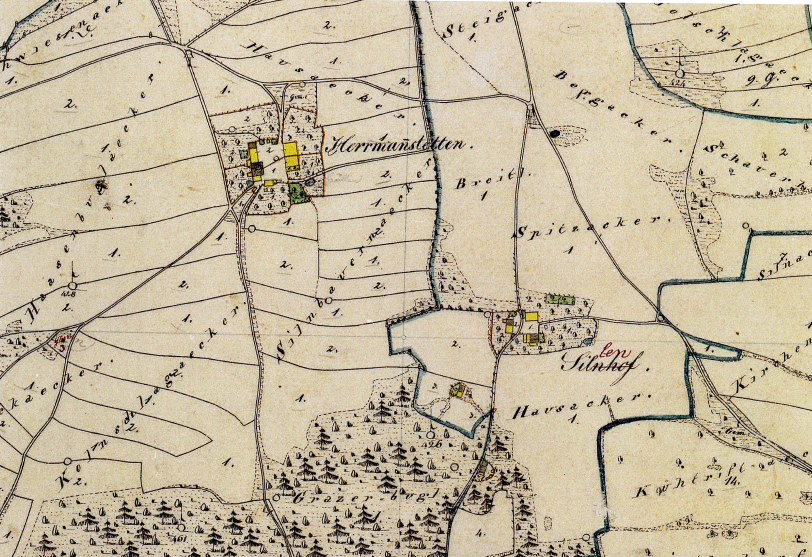
Sillen und Hermannstetten auf dem Urkataster von Bayern (1832)

Bereits in dem Stiftverzeichnis von 1549/50 war von einem Hof auf der Sillen nicht mehr die Rede. Man könnte also annehmen, dass der Hof im Zuge des Landshuter Erbfolgekrieges abgekommen ist. 1570 wird aber das Holz auf dem Bergrücken noch „Sielenholz“ genannt. Bei einer Nachfrage des Landesherrn von 1597 über die Lehensbestandteile von Wolfsegg heißt es allerdings: „German: will niemandt nichts davon wissen.“ Um 1597 waren die Felder des leerstehenden Hofes wieder mit Holz angeflogen. In der Hofmarksbeschreibung von 1613 werden in Sillen wieder ein Lucas Plöets und ein Thomas Zendorffer genannt.  Nach dem Dreißigjährigen Krieg wird am 22. Mai 1648 hier Lazarus Weiget von Pielenhofen und seine Frau Katharina angeführt, welche das leerstehende Gütl um 12 fl vom Hofmarkrichter erworben hatten. Ab 1691 wird der Besitz zu Sillen geteilt und es sind hier zwei Höfe (Sillenhof und Landsberger Hof).
1908 wohnten in Sillen 38 Personen, 1964 lebten in Sillen 41 Einwohner und es befanden sich hier sieben Wohngebäude. Durch Grundstücksverkäufe und der Ausweisung neuer Baugebiete wachsen Sillen und Wolfsegg zunehmend zusammen. 2014 lebten hier bereits 104 Personen und es standen hier 37 Häuser.